# Тарусов, Иван Иванович
Иван Иванович Тарусов (1770 — после 1818) — русский кораблестроитель конца XVIII — начала XIX веков, участник русско-шведской войны 1788—1790 годов, построил около десяти военных линейных кораблей и другие суда различного ранга и класса для Российского императорского флота, корабельный мастер.

## Биография
Иван Иванович Тарусов родился в 1770 году.

### В Санкт-Петербургском адмиралтействе
С 1780 года учился и работал на верфях Санкт-Петербурга. В 1783 году произведён в тиммерманские ученики 2-го класса, а в 1785 году — в ученики 1-го класса.

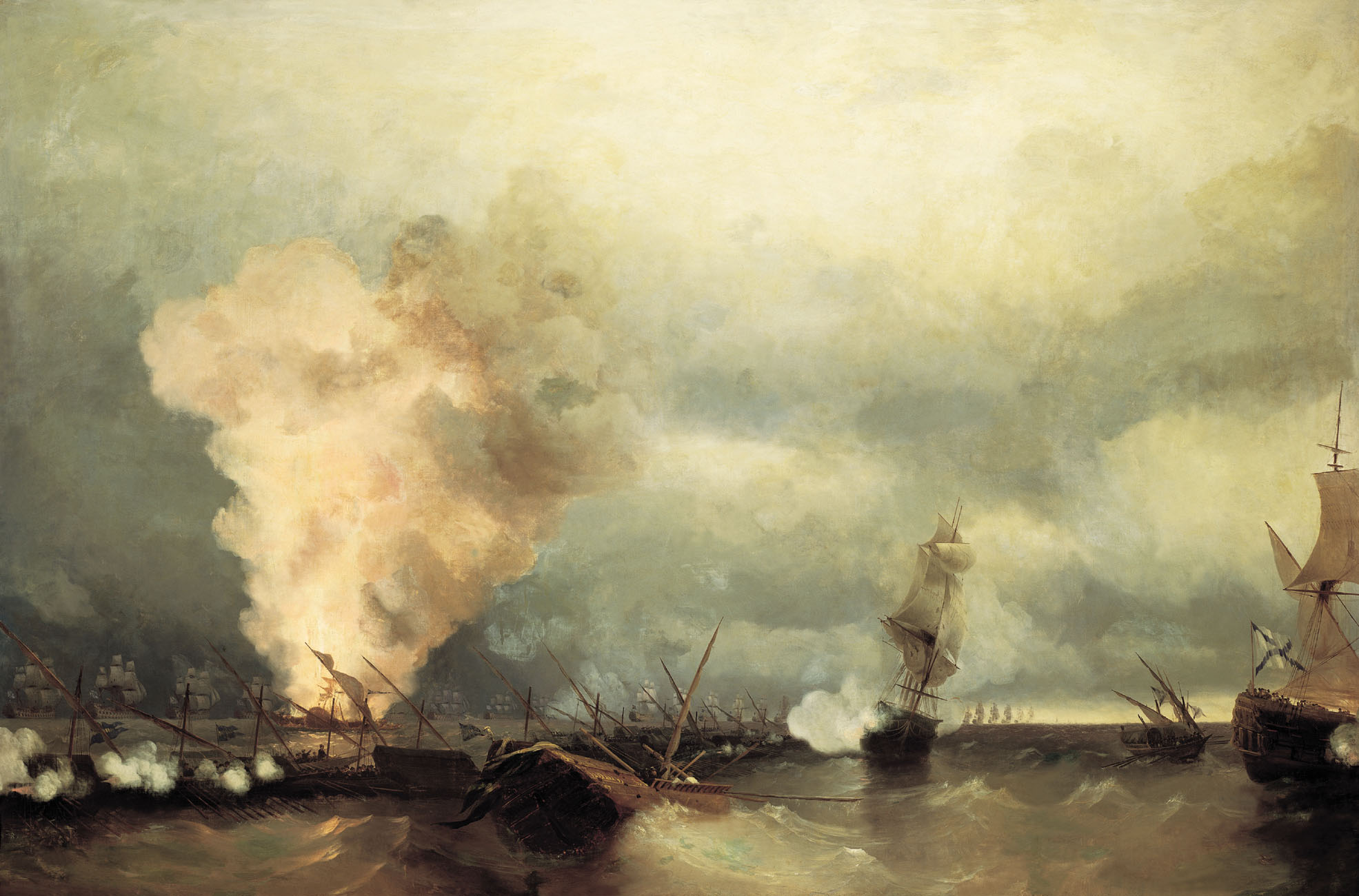
И. К. Айвазовский. Морское сражение при Выборге. 1846

С 1785 года работал в Санкт-Петербургском адмиралтействе под руководством корабельного мастера Кольмана. Принимал участие в постройке трёх 100-пушечных линейных кораблей: «Двенадцать Апостолов» (заложен 15 мая 1785, спущен 2 августа 1788 года), «Евсений» (заложен 3 января 1788 года, спущен 6 июля 1790 года). Под руководством Кольмана и корабельного мастера В. А. Сарычева участвовал в начальном этапе строительства 74-пушечного линейного корабля «Елисавета» (Заложен 22 ноября 1788, спущен 6 сентября 1795 года).
1 апреля 1790 года был произведён в корабельные подмастерья с чином прапорщика. В июне 1790 года в период войны со Швецией участвовал в трёх сражениях гребного флота России под командованием принца К. Г. Нассау-Зигена против шведов: 21 июня в Биорке-Зундском проливе, 22 июня в Выборгском сражении и 28 июня во 2-м Роченсальмском бою, затем занимался ремонтом гребных судов. В 1791 году вернувшись в Санкт-Петербург построил военный полупрам.
В 1790-1791 годах под руководством корабельного мастера Д. А. Масальского в Санкт-Петербургском адмиралтействе участвовал в постройке 38-пушечных гребных фрегатов «Александр» (спущен 10.10.1792), «Екатерина» (спущен 17.10.1792), «Елизавета» и «Мария» (спущены 25 августа 1794), «Константин» и «Николай» (спущены 9 октября 1796), семидесяти канонерских лодок и пяти плавучих батарей. Был награждён годовым жалованием.

### Служба на Черноморском флоте
В конце 1791 года Тарусов был командирован в Черноморский флот. В 1792 году в Херсонском адмиралтействе участвовал в строительстве 32-пушечного фрегата «Лесной» (строитель Д. В. Кузнецов). С 1792 по 1795 годы находился в командировке в Речи Посполитой, где занимался описью лесов для кораблестроения. В 1795 году был направлен на заводы Демидова для постройки двадцати военных баркасов.
1 мая 1796 года произведён в чин поручика. В 1797 году вернувшись на Черноморский флот осуществлял постройку в Николаевском адмиралтействе 22-пушечного транспорта и 6-пушечной галеры. В 1798 году был переведён на Херсонскую верфь. 9 марта 1798 года корабельный подмастерье Тарусов самостоятельно заложил по проекту А. С. Катасанова, Д. А. Масальского и В. А. Сарычева два 74-пушечных линейных корабля «Тольская богородица» и «Мария Магдалина Вторая». В мае 1799 года был направлен в Кременчуг и Каменку для осмотра и заготовки недостающего корабельного леса. Возвратившись из командировки достроил и спустил на воду 7 августа 1799 года корабли. При строительстве данного типа кораблей впервые в практике отечественного кораблестроения бак и ют был соединён сплошной палубой, что позволило усилить огневую мощь и улучшить управление парусами. 
В конце 1799 года Тарусов был послан в Одесский порт для ремонта фрегата «Александр Невский». По окончании ремонта возвратился в Херсон, где заложил 44-пушечный фрегат и осуществил набор корпуса. С 1800 по 1803 году был командирован в Могилёвскую губернию для поиска и закупки у помещиков корабельных лесов. С 1804 года в Херсонской верфи под руководством корабельного мастера 7-го класса М. И. Суровцова участвовал в постройке 32-пушечного фрегата «Воин», 36-пушечного фрегата «Лилия». Вёл учёт материалов, необходимых для постройки кораблей. В 1807 году провёл фрегат «Лилия» через мелководье Днепровских гирл.
В 1807 году был командирован в Молдавию к князю генерал-фельдмаршалу А. А. Прозоровскому, где осуществлял постройку гребной флотилии для переброски войск Молдавской армии, действующей против турок. За успешную работу Тарусов был награждён от имени Его Императорского Величества Александра Павловича бриллиантовым перстнем. В октябре 1808 года, окончив постройку вёсельных судов, вернулся в Херсон.
19 января 1809 года был направлен в Севастопольский порт для ремонта кораблей флота, затем командирован для осмотра лесов и поиска удобных способов по доставке леса в Черноморские порты. В 1809 году вернулся в Херсон, где участвовал в постройке 74-пушечного линейного корабля «Исповедник», постройку которого осуществил на две трети, достроил корабль и 9 июня 1812 года спустил его на воду корабельный мастер М. Суровцов.
В 1810 году был произведён в корабельные мастера 8-го класса Табели о рангах. 23 февраля 1810 года в Херсонском адмиралтействе Тарусов заложил 74-пушечный линейный корабль под номером 6 и спустил его на воду 1 ноября 1813 года. Корабль получил имя «Бриен» только 20 января 1814 года, в честь сражения между союзными и наполеоновскими войсками у г. Бриен. 25 ноября 1811 года в Николаеве Тарусов, вместе с корабельным мастером Д. В. Кузнецовым, заложил 74-пушечный линейный корабль «Николай» (построен и спущен на воду 16 июня 1816 года). В 1812 году Тарусов был командировался на Дунай для ремонта гребной флотилии. На черноморских баркасах спроектировал и построил места для пушек 24-фунтового калибра, канонерскую лодку переделал в бомбардирское судно, по завершении работ вернулся в Херсон. В 1816 году в Николаеве произвёл килевание 11-пушечного и 74-пушечного кораблей. 
12 декабря 1815 года заложил в Севастопольском адмиралтействе военную 14-пушечную шхуну «Севастополь», которую спустил на воду 16 мая 1818 года. Параллельно строил в Севастополе военный тендер «Дионисий», к строительству которого приступил 27 июня 1816 года и спустил его на воду 11 октября 1817 года.
Дальнейшая судьба Ивана Ивановича Тарусова неизвестна.